# Agapetus aineias
Agapetus aineias är en nattsländeart som beskrevs av Malicky 1997. Agapetus aineias ingår i släktet Agapetus och familjen stenhusnattsländor. Inga underarter finns listade i Catalogue of Life.